# Caio Antônio (pretor)
Caio Antônio (português brasileiro) ou Caio António (português europeu) (em latim: Gaius Antonius, 82 a.C. - 42 a.C.) foi um político da gente Antônia da República Romana, segundo filho de Marco Antônio Crético com Júlia Antônia, irmão de Lúcio Antônio e do triúnviro Marco Antônio.
Em 49 a.C., durante a guerra civil, Caio foi um general de Júlio César. Cesar o encarregou junto com Públio Cornélio Dolabela a defesa de Ilíria e a campanha para reconquistar as cidades já tomadas pelos rebeldes e pompeianos. No caminho para a Ilíria, Caio foi interceptado por uma frota pompeiana, sendo capturado na ilha de Curicta.Após a vitória de César, ele foi liberado.
Em 44 a.C. foi eleito pretor de Roma, enquanto o irmão mais velho Marco Antônio era cônsul e o irmão mais novo Lúcio Antônio era tribuno do povo. No mesmo ano ele foi nomeado pretor governador da província romana da Macedônia, onde no ano seguinte, depois de ter resistido, foi capturado por Marcus Junius Brutus, um dos assassinos de César, que tinha se refugiado na província após deixar Roma. Brutus o manteve como prisioneiro por algum tempo, mas no início de 42 a.C. em retaliação pelas mortes de Décimo Júnio Bruto Albino e Cícero (ordenado por Marco Antônio), foi executado pelas mãos do filho de Quinto Hortênsio Hórtalo.